# Yasuyuki Iwasaki
Yasuyuki Iwasaki (岩崎 泰之 Iwasaki Yasuyuki?), född 9 april 1971 i Shizuoka prefektur, är en japansk tidigare fotbollsspelare.
Iwasaki började sin karriär 1990 i Yamaha Motors (Júbilo Iwata). Han avslutade karriären 1995.